# Giovanni Girolamo Lomellini
Giovanni Girolamo Lomellini (ur. w 1607 w Genui, zm. 4 kwietnia 1659 w Rzymie) – włoski kardynał.

## Życiorys
Urodził się w 1607 roku w Genui. Studiował na Uniwersytecie w Perugii, gdzie uzyskał doktoart utroque iure. Był klerykiem Kamery Apostolskiej i skarbnikiem generalnym Jego Świątobliwości. 19 lutego 1652 roku został kreowany kardynałem prezbiterem i otrzymał kościół tytularny Sant’Onofrio. W okresie 1652–1658 pełnił funkcję legata w Bolonii. Odmówił objęcia diecezji Todi. Zmarł 4 kwietnia 1659 roku w Rzymie.